# Drobneina
Drobneina es un género de foraminífero bentónico considerado un sinónimo posterior de Verseyella de la subfamilia Dictyoconinae, de la familia Orbitolinidae, de la superfamilia Orbitolinoidea, del suborden Orbitolinina y del orden Loftusiida. Su especie tipo era Coskinolinoides jamaicensis. Su rango cronoestratigráfico abarcaba el Ypresiense (Eoceno inferior).

## Discusión
Clasificaciones previas incluían Drobneina en el suborden Textulariina del orden Textulariida o en el orden Lituolida.

## Clasificación
Drobneina incluía a la siguiente especie:
- Drobneina jamaicensis †